# Metro de Catania
El Metro de Catania (en italiano: Metropolitana di Catania) es un sistema de transporte rápido que da servicio a la ciudad costera de Catania, Sicilia, en el sur de Italia. Es uno de los siete metros de Italia, el único de Sicilia y el más meridional de Europa. También fue el primer metro en una isla del Mediterráneo, y ahora es uno de los dos, ya que el Metro de Palma se convirtió en el segundo en 2007, aunque fue sólo el sexto en una ciudad del Mediterráneo, después de Atenas (1904), Barcelona (1924), Marsella (1977), Valencia (1988) y Nápoles (1993).
El Metro de Catania funciona desde el 27 de junio de 1999.

## Historia y construcción
La sección de la línea entre las estaciones de Borgo y Porto pertenecía originalmente al ferrocarril regional de vía estrecha Ferrovia Circumetnea, que se abrió al tráfico en 1895.
Para el funcionamiento del metro, esta parte de la línea ferroviaria se convirtió a ancho estándar y se trasladó en su mayor parte bajo tierra a un túnel de doble vía de 2,0 km, excepto la parte del trazado adyacente a la costa, que discurre en superficie a lo largo de 1,8 km y es de vía única. De este modo, el final original del ferrocarril de vía estrecha Circumetnea en Catania Porto tuvo que trasladarse a Borgo debido al desarrollo del metro de Catania.
Los ferrocarriles Metropolitana y Circumetnea están gestionados por la misma empresa, con sede en Catania Borgo.

## Red
La línea, con una longitud de 8,7 km (10,5 incluyendo el tramo Galatea-Porto, cerrado), comprende doce estaciones (más la de Porto, cerrada).
La sección entre las estaciones Nesima y Porto sigue la ruta del anterior Ferrovia Circumetnea (red férrea en torno a la región del Etna), construida en 1895. Hasta el 2016 la línea contaba con seis estaciones entre Borgo y Porto. La parada en la estación ferroviaria central (FS) fue remplazada el 20 de diciembre de 2016 por la nueva estación Giovanni XXIII, que está localizada en la misma plaza, cuando también abrió la nueva estación Stesicoro en Corso Sicilia.

### Ruta
- Monte Po
- Fontana
- Nesima
- San Nullo
- Cibali
- Milo
- Borgo
- Giuffrida
- Italia
- Galatea
  - Porto (rama - temporalmente cerrada)*
- Giovanni XXIII
- Stesicoro

## Proyectos
Está en parte en construcción un alargamiento de la línea hacia el Aeropuerto de Catania-Fontanarossa (dirección sur) y hacia Paternò (dirección norte).